# La Nau (Universitat de València)
La Nau és l'antiga seu de la Universitat de València. Actualment, l'edifici acull encara diversos espais com ara la Biblioteca Històrica, el Paranimf, l'Aula Magna, la Sala Matilde Salvador de teatre i diferents espais d'exposició com la Sala Martínez Guerricabitia o la Sala Thesaurus. Aquest edifici se situa a la plaça del Patriarca, al barri de la Xerea, i al costat del Col·legi del Patriarca i separat d'aquest pel carrer de la Nau.
El pati s'utilitza actualment per a una cafeteria i exhibicions.
La història de l'edifici comença amb la compra a Isabel Saranyó, l'1 d'abril de 1493, d'una casa amb hortes i patis que esdevindria la seu de la Universitat: l'edifici del carrer de la Nau, nom que l'edifici adoptaria més tard.
A partir de 1498 Pere Compte i l'obrer de vila Pere Bèrnia es comprometen amb els jurats de la ciutat a finalitzar «nou sales i tres generals» que seran l'origen de l'edifici de l'Estudi General.
L'edifici actual és neoclàssic, ja que data de 1830, és obra de Joaquim Martínez i ocupa ara una illa completa entre els carrers esmentats de la Nau i de la Universitat formant angle, i l'oposat doncs és quadrangular, resultant de la trobada del carrer de Salvà i la plaça del Patriarca.
Se situa sobre un solar de 2.900 metres quadrats, amb una façana de 70 metres al carrer de la Nau on té la seua entrada principal, la façana al carrer de Salvà té longitud semblant, i menor les que donen al carrer de la Universitat i la plaça del Patriarca, aquesta última decorada el 1960, amb una font amb escultures que requerirà especial menció. L'obra exterior està realitzada en maó amb un sòcol alt, recercats de portes i finestres i els cantons marcats amb carreus. La gran porta central accedeix a un vestíbul que desemboca, al seu torn, en el gran claustre i en un pas comú a l'escala d'honor que porta al primer pis o planta noble i a un altre pati menor, no porticat, que condueix a la capella i als trànsits que porten a la porta de la plaça del Patriarca. L'altra porta s'obre al carrer de la Universitat, gairebé en la seua confluència amb l'avui anomenat del Pintor Sorolla i, segons Cruïlles, es deu al zel de Joan de Ribera, fundador del veí Col·legi de Corpus Christi, mitjançant conveni el 1604 amb la ciutat que va engrandir el local i va obrir una porta en el que després va ocupar la Reial Acadèmia de Sant Carles (fins al seu trasllat al Convent del Carme arran de la seua desamortització el 1836).
El claustre està envoltat per una columnata d'ordre toscà obra de l'arquitecte Monleón, columnata que sosté la galeria. Aquesta galeria, limitada per una balustrada de pedra i lliure en tots els seus quatre costats, com reprodueixen les il·lustracions fotogràfiques de Teodor Llorente (1889) va quedar després tallada, en ocupar el seu costat corresponent a la façana del carrer de Salvà una construcció de ferro i vidre destinada a gabinet de ciències naturals, que impedia la seua circumval·lació. Aquest gabinet va quedar destruït, amb el seu ric contingut, inclòs un gran esquelet d'un balenó que gairebé ocupava tot l'espai, per l'incendi de maig de 1931.
Després de la Guerra Civil amb els quatre costats de la galeria abalustrada oberts per haver desaparegut aquest gabinet envidriat, es va cobrir aquella en tots els seus costats amb teulada, sobre cornisa, i una altra balustrada semblant, recolzat tot en columnes d'ordre jònic, seguint el sistema de superposició d'ordres clàssics de l'arquitectura romana i renaixentista. Les obres de la galeria va ser dirigida per Xavier Goerlich, cap al 1943.
Al centre d'aquest pati claustral hi ha l'estàtua de Joan Lluís Vives, realitzada el 1880 per Josep Aixa, a iniciativa del rector doctor José Monserrat.